# Валковая дробилка
Дробилка валковая — обогатительное дробильное оборудование, оснащённое валками с закреплёнными на них зубчатыми сегментами, имеющими форму многогранника, жёстко насаженного на вал. Предназначена для дробления горных пород путём затягивания материала силами трения и раздавливания между двумя параллельными цилиндрическими валками, вращающимися с одинаковой скоростью навстречу друг другу, и отсеивания негабаритных кусков горной породы.
Способ измельчения в валковых дробилках является широко распространенным, так как они наиболее надежны и просты по своей конструкции. Во многих валковых дробилках материал подается в зазор между вращающимися валками, а измельчение материала происходит путем сжатия дробимого материала между ними. Большие энергозатраты на единицу готовой продукции является самым большим недостатком данного метода.

## Характеристики
- диаметр валков — до 1500 мм
- длина валков — до 2000 мм
- дробление горных пород с пределом прочности на сжатие — до 250 МПа
- высота зубьев — от 30 мм

## Применение
- дробление горных пород
- отсеивание негабаритных кусков горной породы

## Рабочие инструменты
- рамы
- подшипники
- валы
- валки с зубьями
- воронка
- буферные пружины
- привод: электродвигатель, клиноременная передача, шкив, вал, малая шестерня, большая шестерня
- зубчатые колеса с удлинёнными зубьями

## Классификация
- валковые дробилки крупного дробления
- валковые дробилки среднего дробления
- валковые дробилки мелкого дробления